# El Guerrara
El Guerrara è un comune dell'Algeria, situato nella provincia di Ghardaïa.